# Сюй Цзюньчао
Сюй Цзюньчао (нар. 22 вересня 1988) — колишній китайський тенісист.
Найвищу одиночну позицію світового рейтингу — 588 місце досяг 15 вересня 2008, парну — 644 місце — 25 травня 2009 року.

## Титули ITF Ф'ючерс

### Одиночний розряд: (1)
| Ранг | Дата     | Турнір                 | Покриття | Суперник   | Рахунок  |
| ---- | -------- | ---------------------- | -------- | ---------- | -------- |
| 1.   | Вер 2007 | Індонезія F5, Джакарта | Тверде   | Елберт Сіе | 6–2, 6–1 |

### Парний розряд: (2)
| Ранг | Дата     | Турнір             | Покриття | Партнер     | Суперники                          | Рахунок             |
| ---- | -------- | ------------------ | -------- | ----------- | ---------------------------------- | ------------------- |
| 1.   | Сер 2007 | Іспанія F30, Бакіо | Тверде   | Ґун Маосінь | Річард Брукс Хуан-Мігель Суч-Перес | 6–2, 6–3            |
| 2.   | Тра 2009 | КНР F3, Тайчжоу    | Тверде   | Лу Хао      | Ґун Маосінь Цзен Шаосюань          | 6–7(3), 6–4, [10–4] |